# Ange-Félix Patassé
Ange Félix Patassé (Paoua, 25 de enero de 1937-Duala, 5 de abril de 2011) fue un político centroafricano que durante dos ocasiones consecutivas ejerció como presidente de la República Centroafricana (RCA): su primer mandato desde el 22 de octubre de 1993 al 15 de marzo de 1999 y su segundo mandato fue interrumpido por el golpe de Estado de François Bozize del 15 de marzo de 2003. 
Fue el primer presidente de la historia de la RCA en ser elegido las elecciones libres de 1993, y resultó reelegido en un segundo mandato en las también elecciones libre de 1999. Sin embargo, durante su primer mandato en el cargo (1993-1999), tres motines militares en 1996-1997 condujeron a aumentar la tensión entre los llamados norteños (como Patassé) y sureños (como su predecesor Kolingba). De la misma forma, mediadores extranjeros y tropas en misión de paz llegaron al país para negociar unos acuerdos de paz entre Patassé y los amotinados y para mantener la ley y el orden durante su segundo mandato.

## Juventud y educación
Ange Félix Patassé nació en Paoua, la capital de la provincia noroccidental de Ouham-Pendé en la entonces colonia de Ubangui-Chari en el África Ecuatorial Francesa, por este motivo se ha presupuesto erróneamente a menudo que pertenecía al grupo étnico Kaba que predomina en la zona cercana a Paoua. El padre de Patassé, Paul Ngakoutou, que sirvió en el Ejército militar de la Francia Libre durante la Segunda Guerra Mundial y trabajó para la administración colonial en la provincia de Ouham-Pendé después de la guerra era miembro del subgrupo Suma, perteneciente al pueblo Gbaya y se crio en un pequeño poblado al noreste de Boguila, en el camino hacia Markounda. 
La madre de Patassé, Véronique Goumba, era una Kare del noroeste de Ubangui-Chari. Patassé es de este modo Suma por parte de padre y Kare por parte de madre. Sin embargo, ya que pasó la mayor parte de su juventud en Paoua siempre se le ha asociado con la provincia de Ouham-Pendé y muchos de sus más leales partidarios políticos han sido Kaba. Patassé estudió en el Instituto Agrícola de Marmilhat en Puy de Dôme, Francia, donde obtuvo el bachillerato técnico que le permitiría acceder a la Escuela Superior de Agronomía Tropical de Nogent-sur-Marne y posteriormente en el Instituto Nacional Agronómico de París. Se especializó en zootecnología y obtuvo un Diploma del Centro de Inseminación Artificial de Animales Domésticos de Rambouillet, Francia. 

## Los comienzos de su carrera en el gobierno
Patassé ingresó en la Administración Pública Centroafricana en 1959, poco antes de la independencia. Se convirtió en un ingeniero agrícola e inspector agrícola en el Ministerio de Agricultura el 1 de julio de 1963, durante la Presidencia de Dacko. Patassé era primo de la principal esposa de Bokassa, Catherine Denguiade, y formó parte de todos los Gobiernos formados por Bokassa, excepto durante unos meses en 1974 y 1976. De este modo, fue:
- Ministro de Desarrollo desde el 1 de enero de 1966 hasta el 5 de abril de 1968.
- Ministro de Transportes y Energía desde el 5 de abril de 1968 hasta el 17 de septiembre de 1969.
- Ministro de Estado, encargado de desarrollo, turismo, transportes y energía, desde el 17 de septiembre de 1969 hasta el 4 de febrero de 1970)
- Ministro de Estado, encargado de agricultura, ganadería, aguas, bosques, caza, turismo y transportes desde el 4 de febrero de 1970 hasta el 25 de junio de 1970.
- Ministro de Estado, encargado de desarrollo desde el 25 de junio de 1970 hasta el 19 de agosto de 1970)
- Ministro de Estado, encargado de transportes y comercio desde el 19 de agosto de 1970 hasta el 25 de noviembre. 1970)
- Ministro de Estado, encargado de la organización del transporte por carretera, fluvial y aéreo, desde el 25 de noviembre de 1970 hasta el 19 de octubre de 1971.
- Ministro de Estado, encargado de aviación civil, desde el 19 de octubre de 1971 hasta el 13 de mayo de 1972.
- Ministro de Estado Delegado para la Presidencia de la República encargado de desarrollo rural  desde el 13 de mayo de 1972 hasta el 20 de marzo de 1973.
- Ministro de Estado encargado de sanidad pública y asuntos sociales, desde el 20 de marzo de 1973 al 16 de octubre de 1973.
- Ministro de Estado Delegado para la Presidencia de la República, encargado de misiones, desde el 16 de octubre de 1973 al 1 de febrero de 1974, fecha en que fue apartado del Gobierno por razones de salud.
- Ministro de Estado, encargado de turismo, aguas, bosques, caza y pesca, desde el 15 de junio de 1974 al 4 de abril de 1976.
- Consejero del Jefe del Estado, en materia de agricultura, con rango de Ministro de Estado, desde el 10 de abril de 1976 al 24 de mayo de 1976.
- Ministro de Estado de turismo, aguas, bosques, caza y pesca, desde el 24 de mayo de 1976 al 4 de septiembre de 1976.

Tras la creación por Bokassa del Consejo de la Revolución Centroafricana que sustituyó al Gobierno en un intento de imitar y contentar al régimen de Libia y  fue nombrado Miembro del Consejo de la Revolución con rango y prerrogativas de primer ministro encargado de Correos y Telecomunicaciones, Turismo, Aguas, Bosques, Caza y Pesca, y Custodia de los Sellos del Estado (4 de septiembre de 1976 al 14 de diciembre de 1976). Durante este período y para contentar a Bokassa se convirtió a la fe musulmana y cambió su nombre por el de Mustapha Patassé (octubre de 1976 a enero de 1977). 
Tras la proclamación de Bokassa como Emperador, Patassé fue nombrado el 7 de diciembre de 1976 primer ministro y Jefe del primer Gobierno Imperial. Permaneció en este puesto hasta el 14 de julio de 1978, cuando se hizo público que Patassé había renunciado al cargo debido a problemas de salud. Patassé partió entonces a Francia, donde permanecería en exilio hasta la caída de Bokassa en septiembre de 1979. Poco antes de que Bokassa fuera derrocado, Patassé anunció su oposición al Emperador y fundó el Frente de Liberación del Pueblo Centroafricano (Front de Libération du Peuple Centrafricain) o FLPC.

## Líder de la oposición
El Emperador Bokassa I fue derrocado por el presidente David Dacko restablecido en el poder por Francia en 1979. Patassé regresó a la RCA para presentarse como candidato a las elecciones presidenciales de 15 de marzo de 1981, tras las cuales se anunció que Patassé había obtenido el 38% de los votos y de este modo quedaba segundo tras el presidente Dacko. 
Patassé denunció que los resultados electorales habían sido manipulados. Varios meses más tarde, el 1 de septiembre de 1981, el general André Kolingba depuso a Dacko en un incruento golpe de Estado y se hizo con el poder, tras lo cual prohibió toda la actividad política en el país. Patassé se vio forzado a abandonar la RCA y vivir de nuevo exiliado. El 27 de febrero de 1982, regresaría a la RCA y participaría en un fallido golpe de Estado contra el general Kolingba con la ayuda de unos poco oficiales del Ejército, como el general François Bozizé. Cuatro días más tarde, y tras fracasar en obtener el respaldo del resto del ejército, Patassé se refugió en la Embajada de Francia. Tras acaloradas negociaciones entre el presidente Kolingba y Francia se permitió a Patassé partir al exilio a Togo. Tras permanecer en el exterior durante casi una década, de la cual varios años los pasaría en Francia, Patassé regresó a la RCA en 1992 para participar en las elecciones presidenciales como líder del Movimiento para la Liberación del Pueblo Centroafricano (MLPC). 

## Primer mandato como presidente
Patassé ganó en la segunda vuelta de las elecciones del 19 de septiembre de 1993 y se convirtió en el primer presidente de la historia de la nación en llegar al poder mediante elecciones libres y democráticas. Contó con el apoyo de la mayoría de su propio pueblo, el Gbaya, el mayor grupo etnolinguístico de la RCA, así como del pueblo Kaba, su lugar de adopción en Paoua, y del pueblo Kare de su madre. La mayor parte de sus partidarios vivían en las regiones más pobladas de la sabana noroccidental de la RCA, de este modo pasaron a conocerse como “norteños”, ya que todos los presidentes anteriores procedían bien de las regiones selváticas o ribereñas del Ubangui en el sur, y por ello sus partidarios se conocían como “sureños”. 
El populista Patassé se hizo conocer como candidato que representaba a una mayoría de la población contra los privilegios de los sureños que ocupaban un número desproporcionado de puestos lucrativos en los sectores público y paraestatal de la economía. Paulatinamente, el presidente Patassé comenzó a reemplazar a los sureños con norteños en esos puestos, lo que enfureció a muchos Yakoma, en especial, los que se habían beneficiado del mecenazgo del antiguo Presidente Kolingba. Durante el primer sexenato en el cargo de Patassé (1993-1999) comenzó a liberalizar la economía hasta el punto en que la economía pareció mejorar un poco, pero fue entonces cuando se sucedieron tres motines consecutivos entre 1996 y 1997, durante los cuales la destrucción de edificios y propiedades tuvo un efecto adverso sobre la economía. Francia intervino en respaldo de Patassé, como Presidente elegido de la RCA, para contener los motines, pero fue necesaria la mediación internacional y la llegada de fuerzas en misión de paz para que se restableciera el orden. Los motines acrecentaron la tensión entre norteños y sureños en la RCA y polarizaron la sociedad aún más de lo que lo estaba anteriormente.       

## Segundo mandato como presidente
En enero de 1995, se aprobó en referéndum una nueva Constitución. Patassé ganó de nuevo en las elecciones presidenciales de 1999 y comenzó su segundo mandanto de seis años durante el cual aumentó su impopularidad. Hubo un fallido golpe de Estado en 2002, en el que se sospechaba que estaba involucrado el general François Bozizé pero cuando Patassé intentó arrestar a Bozizé, el general abandonó el país hacia Chad con una parte del Ejército leal a él.

## Depuesto por el general Bozizé
Mientras Patassé estaba en el extranjero el 15 de marzo de 2003, el general Bozizé llevó a cabo un golpe de Estado con éxito y se autoproclamó Presidente. Bozizé convocaría elecciones en la primavera de 2005 en las que se permitió participar a los candidatos del MLPC (Movimiento para la Liberación del Pueblo Centroafricano) bajo un nuevo liderazgo, ya que Patassé permanecía en el exilio en Togo y ya no dirigía el partido. 

## Condecoraciones
A Patassé se le han concedido las siguientes condecoraciones: 
- Comendador de la Orden del Mérito Agrícola (26 de abril de 1966).
- Comendador de la Orden del Mérito Industrial y Artesanal (16 de junio de 1969).
- Oficial de la Orden del Mérito (1 de diciembre de 1972).

## Vida familiar
La primera esposa de Patassé cuyo nombre de soltera era Lucienne Lemotomo, nació hacia 1944 en la localidad de Ngabawele en la Prefectura de Ouham, Ubangui-Chari.
Juntos tuvieron siete hijos (4 mujeres y 3 varones). Fue elegida Diputada del MLPC en las elecciones legislativas de 1993, y en 1998 resultó reelegida Diputada por su Distrito natal de Nana-Bakassa, Prefectura de Ouham, adyacente al Distrito de Boguila de donde era originario el padre de Patassé. 
En 1994 creó la Fundación Voz del Corazón (Fondation la Voix du coeur) una ONG que intenta ayudar a la juventud Centroafricana que se encuentra en circunstancias difíciles, los niños a menudo conocidos como “ladronzuelos”. 
Desde 1993 Lucienne comenzó a ser hospitalizada en Bangui en varias ocasiones debido a su mala salud. En mayo de 2000, viajó a Francia para una revisión médica y se le informó que probablemente le quedaba poco de vida. Regresó a la RCA y falleció en la Clínica Chouaib en Bangui, a las 2 de la mañana del sábado 29 de julio de 2000. Al día siguiente, el Gobierno de Patassé declaró dos semanas de luto en todo el país.
La segunda esposa de Patassé era una togolesa llamada Angèle. Juntos tuvieron cuatro hijos: dos varones y dos mujeres: Salomon (1992), Providence (1990), Sarah (1985) y Abraham (n1984). Patassé y Angèle fueron presentados el uno al otro por el presidente Gnassingbé de Togo, dónde Patassé pasó muchos años en exilio y fue allí donde él y Angèle regresaron tras su deposición por el general Bozizé en marzo de 2003.  